# Tituba
Tituba fue una esclava del siglo XVII, que perteneció a Samuel Parris, padre de Betty Parris y tío de Abigail Williams, ambas supuestas víctimas de brujería.

## Historia
Tituba fue la primera acusada de brujería por Betty Parris y Abigail Williams, y también la primera en confesar que la practicaba. Esta confesión fue obtenida tras ser golpeada por su amo Samuel Parris. Su marido John, atemorizado, acusó también a otros, mientras Abigail y su prima Betty acusaban a otras dos mujeres, Sarah Good y Sarah Osborne.
Hombres y mujeres de las aldeas vecinas fueron acusados de brujería, detenidos y juzgados. Tituba en sus confesiones habló de perros negros, cerdos, un pájaro amarillo, ratas rojas y negras, gatos, lobos y de cómo ella volaba en palos de un sitio a otro. Tituba también confesó que Sarah Osborne poseía una criatura con cabeza de mujer, dos piernas y alas. Mediante la mezcla de los diferentes puntos de vista sobre la brujería, ella sin querer estableció el caos en el poblado de Salem al insinuar que Satán estaba entre ellos.
A pesar de ser esclava y haber confesado tales crímenes, Tituba no fue juzgada o ejecutada, fue enviada a la cárcel y más tarde puesta en libertad, sin embargo su paradero fue desconocido, pero antes tuvo una hija en prisión. Según algunos informes, se llamaba Violet y se la quedó la familia Parris. Al parecer, Tituba se retractó después de su confesión y dijo haber sido golpeada. En represalia, su amo no pagó su fianza, dejándola presa. Un año después alguien pagó y además la compró, seguramente también a John Indian, pues los puritanos, en virtud de la indisolubilidad matrimonial, no separaban a los esclavos. Dejó Salem con su nuevo amo y su vida posterior se desconoce.

## Debate histórico y evolución de su figura por la ficción
El origen étnico de Tituba ha estado rodeado de polémica desde el primer análisis histórico sobre ella. Inicialmente se supuso que era de origen indio, pero a lo largo del tiempo fue convertida en mestiza medio india-medio negra, mulata o negra. Un mínimo de quince veces es nombrada en los documentos originales de los juicios como "mujer india, sirvienta" y nunca dijo haber enseñado nada a las niñas, pero la leyenda y la literatura la acabaron convirtiendo en la "bruja negra de Salem" que, procedente de las Barbados, mostraba a las niñas su hechicería vudú dando origen a los procesos.
Los impulsores fueron varios escritores e historiadores del siglo XIX como George Bancroft, William Charles Williams y Henry Wadsworth Longfellow, que escribieron después de la Guerra de Secesión, cuando se entendía que un esclavo era negro y el vudú resultaba más estimulante que la vieja magia inglesa de los ya lejanos tiempos puritanos. Los autores del siglo XX solo perpetuaron el cliché, como Arthur Miller en su famosa obra teatral El Crisol, y sus adaptaciones cinematográficas.
Samuel Parris trajo a Tituba de las Barbados, pero probablemente era de ascendencia arahuaca, una nativa amerindia al igual que su marido John Indian. Curiosamente, todo lo que contó en sus declaraciones es culturalmente europeo, no africano o caribeño. Un testigo presencial de los hechos, el reverendo John Hale, cuenta en su libro publicado en 1697 A Modest Inquiry into The Nature of Witchcraft que las niñas habían empezado a esconderse para practicar en secreto viejas técnicas adivinatorias europeas, pero que estaban mal vistas en la estricta sociedad puritana, como echar una clara de huevo en un vaso con agua. Una de ellas creyó ver la figura de un ataúd y se asustaron mucho. Poco después, Betty Parris tendría su primera crisis.